# イッツ・フォー・リアル
「イッツ・フォー・リアル」(This Time I Know It's for Real)は、ドナ・サマーの楽曲。

## 概要
- 本曲は14枚目のスタジオ・アルバム『アナザー・プレイス・アンド・タイム』から1枚目のシングルとしてリリースされ、ストック・エイトキン・ウォーターマンがプロデュースを手がけている。
- 全英シングルチャートでは「ノー・モア・ティアーズ」以来10年ぶりにTOP3入りを果たした。
- Billboard Hot 100では最高位7位を記録、同チャートにおける生前最後のTOP10シングルとなった。

## 収録曲
日本盤 3" シングル
1. イッツ・フォー・リアル - 3:39
2. ユア・ハート・ディザイアー - 3:53